# Òptim local
L'òptim local és un terme utilitzat en matemàtica aplicada i informàtica.
Un òptim local d'un problema d'optimització combinatori és una solució òptima dins d'un subconjunt de l'espai de solucions. L'òptim global per contrast, és la solució òptima de l'espai de solucions sencer.
La localitat de l'òptim depèn de l'estructura de l'espai de solucions definida pel metaheurístic que s'utilitza per optimitzar la solució.
Moltes anomenades solucions a problemes d'optimització troben un òptim local. Únicament trobarà l'òptim global a l'atzar entre tots els òptims locals o si el global és l'únic òptim.